# 日本農民新聞社
日本農民新聞社（にほんのうみんしんぶんしゃ）は、日本の農業専門紙。旬刊「日本農民新聞」、日刊「アグリ・リサーチ」を発刊。東京都千代田区神田司町に所在。
1952年（昭和27年）11月、有馬頼寧、東畑四郎（元農林水産事務次官）、小倉武一や農協全国機関の支援を受け、国民食糧の安定的な供給と日本の農林業を育てることを目的に創刊された。
新聞の題字は、有馬頼寧が書いている。農業基本法を中心になって成立させた小倉武一が40年近くコラムを執筆していた。

記事は、食料・農業・農政・農協全般にわたり、食と農をつなぐ情報などを発信。農業政策の動きやJAグループの活動・経済・金融・共済。厚生各事業などの各種ニュース、人事情報や話題の人物紹介、アグリビジネス関連企業の動向、機器・資材の製品紹介に強い。特に、農林水産省・林野庁、全国農業協同組合中央会（JA全中）、全国農業協同組合連合会（JA全農）、全国共済農業協同組合連合会（JA共済連）、農林中央金庫、全国厚生農業協同組合連合会（JA厚生連）、家の光協会、農協観光など、農林行政や農協全国組織の記事が充実している。

そのほか社内に園芸情報センターを持ち、施設園芸農業の生産者組織である全国野菜園芸技術研究会（全野研）、農業用の生分解性資材を手掛けるメーカー等を会員とする農業用生分解性資材普及会（ABA）の事務局のほか、日本施設園芸協会、全国瑞穂食糧検査協会の出版物、研修会・展示会など業界団体の仕事を手がけている。